# 赵睿 (篮球运动员)
趙睿（1996年1月14日—），黑龙江大庆市人，中国大陆男子职业篮球运动员，司职双能卫，目前效力于CBA联盟的新疆飞虎队

## 生平
1996年1月14日，赵睿出生在黑龙江省大庆市。
2001年，赵睿的父亲送赵睿进大庆的一个篮球训练营中接受篮球训练；赵睿被来自NBL柏宁队的孙启开看中赵睿并带其进柏宁三队。
2011年2月，赵睿升上二队，并被张云松和张成看中，随后进入国青队，担任队长。
2023年8月18日，中国篮球协会发布公告，宣布广东华南虎与新疆飞虎达成球员交易，赵睿在此番交易中与周琦互换球队，与新疆飞虎签署3年D类顶薪合同。